# Chrysomma sinense
El timalí ojigualdo (Chrysomma sinense) es una especie de ave paseriforme de la familia Sylviidae que vive en el sur de Asia. Anteriormente se clasificada en la familia Timaliidae, pero su género, Chrysomma, se trasladó de familia cuando se demostró su proximidad genética con los miembros de los géneros Sylvia y Paradoxornis.

## Descripción

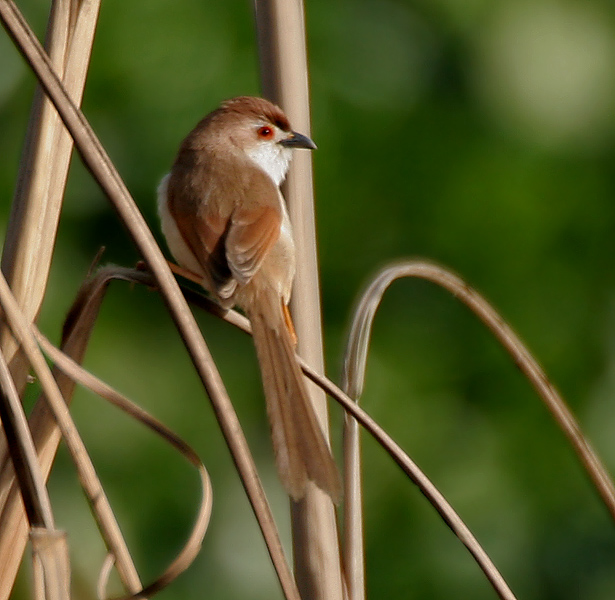
El color de su iris y anillo periocular le dan su nombre común.

El timali ojigualdo mide alrededor de 18 cm de longitud. Tiene la cola larga y el pico corto. Sus partes inferiores son de color castaño, con las alas de tonos acanelados. Su garganta, lorum y listas superciliares son blancas y el resto de partes inferiores son blanquecinas. Los adultos presentan un anillo periocular de color amarillo anaranjado. Su pico negro es robusto y ligeramente curvado hacia abajo. Las plumas centrales de su cola son casi el doble de largas que las de los extremos. Ambos sexos tienen un aspecto similar.
Existen algunas diferencias en el plumaje de las subespecies distribuidas a lo largo de su extenso área de distribución. La subespecie nominal, que se encuentra en Birmania, Laos y Tailandia, coincide con la descripción del párrafo anterior con las narinas amarillas. La población de Sri Lanka, subespecie nasale, tiene las narinas negras como el pico. La población que ocupa la mayor parte de la India, hypoleucum, tiene las narinas amarillas como la subespecie nominal pero su plumaje es más claro. La subespecie presente en los duars del noreste de la India, saturatior, tiene el píleo grisáceo y las alas más oscuras.

## Distribución y hábitat
El timalí ojigualdo se extiende por el subcontinente Indio y el sudeste asiático, distribuido por Birmania, Bangladés, el sur de China, India, Laos, Nepal, el este de Pakistán, Sri Lanka, Tailandia y Vietnam.
Generalmente habita en herbazales y zonas de matorral espinoso de regiones tanto secas como húmedas, además de en zonas de cultivo. Se encuentra principalmente en las planicies pero también aparece en los montes bajos (hasta 1200 m). No está presente en las regiones de bosque denso de los Ghats Occidentales, apareciendo solo en los bordes orientales y en claros como en Palghat, ni en la zona más meridional del sudeste asiático.

## Comportamiento y ecología

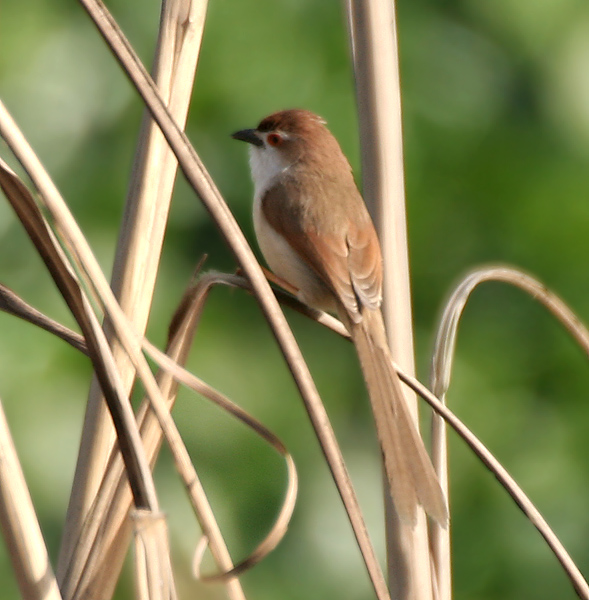
Ejemplar en Hodal, India.

Esta especie generalmente suele observarse en pequeños grupos de entre 5 y 15 individuos, especialmente fuera de la época de cría. Generalmente se encuentra entre los arbustos trepando hasta lo más alto y volviendo a bajar para buscar comida. Se alimenta principalmente de insectos, aunque también consume frutos (de Lantana y Salvadora) además de néctar. Tras capturar los insectos los agarran con sus patas. El grupo se mantiene en contacto piando y mediante gorgeos. En la época de cría, durante los monzones (de junio a agosto) aunque algunas veces tras ellos, su canto consiste en un fuerte twii-twii-ta-whit-chu, generalmente realizado desde un posadero prominente. El color del interior de su boca cambia del pardo anaranjado al negro durante la época de cría. Al parecer anidan cooperativamente. Su nido es un cono profundo hecho con hierba y con el interior forrado de fibras finas. El nido está tejido entre tallos verticales que se incorporan como soporte de las paredes. El exterior del nido también está cubierto de telarañas. La puesta típica consta de cuatro huevos pero puede oscilar de entre tres a cinco. Los huevos son blanco rosáceos con motas pardo rojizas. Los dos progenitores se encargan de la incubación y la alimentación de los pollos. Los huevos se incuban durante 15–16 días y los polluelos se desarrollan en 13 días. Se ha observado a aves adultas fingiéndose heridas para alejar a los depredadores del nido. Los timalíes ojigualdos duermen comunalmente en el centro de un arbusto, unos junto a otros mirando en la misma dirección. Los miembros del grupo se acicalan comunalmente. Las parejas reproductivas defienden su territorio cantando y realizando exhibiciones frente a sus oponentes con movimientos de cabeza y estirando sus patas para parecer más altos.
Los gavilanes chikras suelen depredas sobre estos pájaros. En el norte de la India solían capturarse para ser usados en avicultura como aves canoras.